# ألكسندر نيكولايفيتش فاسيلييف
ألكسندر نيكولايفيتش فاسيلييف (بالروسية: Васильев, Александр Николаевич)‏ هو لاعب كرة قدم روسي في مركز الوسط، ولد في 29 أغسطس 1980. لعب مع سيبير نوفوسيبيريسك وشينيك ياروسلافل ولوخ إينيرجيا فلاديفوستوك ونادي أوفا.

## وصلات خارجية
- ألكسندر نيكولايفيتش فاسيلييف على موقع قاعدة بيانات كرة القدم.إي يو (الإنجليزية)
- ألكسندر نيكولايفيتش فاسيلييف على موقع Soccerway.com (الإنجليزية)